# 焦磷酸
焦磷酸是一种磷的含氧酸，化学式 H4P2O7。它是一种中强酸，会放热水解成磷酸。

## 制备
焦磷酸可以通过磷酸在200–300 °C下脱水而成。
{\displaystyle \mathrm {2\ H_{3}PO_{4}\ {\xrightarrow {\triangle }}\ H_{4}P_{2}O_{7}+H_{2}O} }
纯焦磷酸则可以通过磷酸和三氯氧化磷反应而成：
{\displaystyle \mathrm {5\ H_{3}PO_{4}+POCl_{3}\longrightarrow 3\ H_{4}P_{2}O_{7}+3\ HCl} }

## 外部連結
- Pyrophosphoric acid at PubChem （页面存档备份，存于）